# Saulges
Saulges är en kommun i departementet Mayenne i regionen Pays de la Loire i nordvästra Frankrike. Kommunen ligger i kantonen Meslay-du-Maine som tillhör arrondissementet Laval. År 2022 hade Saulges 328 invånare.

## Befolkningsutveckling
Antalet invånare i kommunen Saulges
| Referens: INSEE |